# Bungku-Tolaki-Sprachen
Die Bungku-Tolaki-Sprachen bilden einen Zweig der malayo-polynesischen Sprachen innerhalb der austronesischen Sprachen. Die Gruppe der Sprachen wird in Südostsulawesi und benachbarten Teilen von Südsulawesi und Zentralsulawesi gesprochen.
Einzelsprachen sind:
- Östlich
  - Moronene
  - Ostküste: Bungku, Bahonsuai, Kulisusu (Koroni, Kulisusu, Taloki), Wawonii, Mori Bawah
- Westlich
  - Binnenland: Mori Atas, Padoe, Tomadino
  - Westküste: Tolaki, Rahambuu, Kodeoha, Waru